# Bargłówka (województwo podlaskie)
Bargłówka – wieś w Polsce położona w województwie podlaskim, w powiecie augustowskim, w gminie Bargłów Kościelny.
Wieś królewska dzierżawy Tajno w ziemi bielskiej województwa podlaskiego w 1795 roku. W latach 1975–1998 miejscowość administracyjnie należała do województwa suwalskiego.